# Sarmatia interruptalis
Sarmatia interruptalis är en fjärilsart som beskrevs av Walker 1865. Sarmatia interruptalis ingår i släktet Sarmatia och familjen nattflyn. Inga underarter finns listade.